# Італія на літніх Олімпійських іграх 2016
Італію на літніх Олімпійських іграх 2016 представляли 314 спортсменів у 24 видах спорту.

## Медалісти
| Золото | |                                                            |           |
| №      | Спортсмени | Вид спорту (дисципліна)                                    | Дата      |
| 1      | Фабіо Базіле | Дзюдо (до 66 кг, чоловіки)                                 | 7 серпня  |
| 2      | Даніеле Гароццо | Фехтування (індивідуальна рапіра, чоловіки)                | 7 серпня  |
| 3      | Нікколо Кампріані | Стрільба (пневматична гвинтівка, 10 метрів, чоловіки)      | 8 серпня  |
| 4      | Діана Бакосі | Стрільба (скит, жінки)                                     | 12 серпня |
| 5      | Габріеле Россетті | Стрільба (скит, чоловіки)                                  | 13 серпня |
| 6      | Грегоріо Палтріньєрі | Плавання (1500 метрів вільним стилем, чоловіки)            | 13 серпня |
| 7      | Нікколо Кампріані | Стрільба (гвинтівка з трьох положень, 50 метрів, чоловіки) | 14 серпня |
| 8      | Елія Вівіані | Велоспорт (омніум, чоловіки)                               | 15 серпня |
| Срібло | |                                                            |           |
| №      | Спортсмени | Вид спорту (дисципліна)                                    | Дата      |
| 1      | Росселла Ф'ямінго | Фехтуваня (індивідуальна шпага, жінки)                     | 6 серпня  |
| 2      | Одетте Джуффріда | Дзюдо (до 52 кг, жінки)                                    | 7 серпня  |
| 3      | Таня Каньотто Франческа Даллапе | Стрибки в воду (синхронний трамплін, 3 метри, жінки)       | 7 серпня  |
| 4      | Джованні Пелльєло | Стрільба (трап, чоловіки)                                  | 8 серпня  |
| 5      | Марко Інноченті | Стрільба (дубль-трап, чоловіки)                            | 10 серпня |
| 6      | Еліза ді Франциска | Фехтування (індивідуальна рапіра, жінки)                   | 10 серпня |
| 7      | К'яра Кайнеро | Стрільба (скит, жінки)                                     | 12 серпня |
| 8      | Енріко Гароццо Марко Фічера Паоло Піццо Андреа Сантареллі | Фехтування (командна шпага, чоловіки)                      | 14 серпня |
| 9      | Ракеле Бруні | Плавання (марафон 10 кілометрів, жінки)                    | 15 серпня |
| 10     | Даніеле Лупо Паоло Ніколаї | Волейбол (пляжний волейбол, чоловіки)                      | 18 серпня |
| 11     | Жіноча збірна Італії з водного поло Джулія Горлеро К'яра Табані Аріанна Гаріботті Еліза Квіроло Федеріка Радіччі Розарія Аєлло Таня Ді Маріо Роберта Б'янконі Джулія Еммоло Франческа Помері Александра Котті Тереза Фрассінетті Лаура Теані            | Водне поло (жіночий турнір)                                | 19 серпня |
| 12     | Чоловіча збірна Італії з волейболу Даніеле Соттіле Лука Ветторі Османі Хуанторена Сімоне Джаннеллі Сальваторе Россіні Іван Зайцев Філіппо Ланца Сімоне Буті Массімо Колачі (ліберо) Маттео П'яно Емануеле Бірареллі (капітан) Олег Антонов              | Волейбол (волейбол, чоловіки)                              | 21 серпня |
| Бронза | |                                                            |           |
| №      | Спортсмени | Вид спорту (дисципліна)                                    | Дата      |
| 1      | Габріеле Детті | Плавання (400 метрів вільним стилем, чоловіки)             | 6 серпня  |
| 2      | Еліза Лонго Боргіні | Велоспорт (групова шосейна гонка, жінки)                   | 7 серпня  |
| 3      | Джованні Абаньяле Марко Ді Костанцо | Академічне веслування (двійки, чоловіки)                   | 11 серпня |
| 4      | Доменіко Монтроне Маттео Кастальдо Маттео Лодо Джузеппе Вічіно | Академічне веслування (четвірки, чоловіки)                 | 12 серпня |
| 5      | Габріеле Детті | Плавання (1500 метрів вільним стилем, чоловіки)            | 13 серпня |
| 6      | Таня Каньотто | Стрибки у воду (трамплін, 3 метри, жінки)                  | 14 серпня |
| 7      | Збірна Італії з водного поло Стефано Темпесті Франческо Ді Фульвіо Нікколо Джітто П'єтро Фільйолі Алессандро Велотто Мікаель Бодегас Андреа Фонделлі Валентіно Галло Крістіан Прешутті Ніколас Прешутті Маттео Айкарді Алессандро Нора Марко Дель Лунго | Водне поло (чоловічий турнір)                              | 20 серпня |
| 8      | Франк Чамісо | Боротьба (вільна боротьба, до 65 кг, чоловіки)             | 21 серпня |

## Спортсмени
| Дисципліна                      | Чоловіки | Жінки | Разом |
| ------------------------------- | -------- | ----- | ----- |
| Стрільба з лука                 | 3        | 3     | 6     |
| Легка атлетика                  | 15       | 23    | 38    |
| Бадмінтон                       | 0        | 1     | 1     |
| Бокс                            | 6        | 1     | 7     |
| Веслування на байдарках і каное | 7        | 1     | 8     |
| Велоспорт                       | 14       | 9     | 23    |
| Стрибки у воду                  | 4        | 4     | 8     |
| Кінний спорт                    | 4        | 2     | 6     |
| Фехтування                      | 8        | 6     | 14    |
| Гольф                           | 2        | 2     | 4     |
| Гімнастика                      | 1        | 11    | 12    |
| Дзюдо                           | 3        | 3     | 6     |
| Сучасне п'ятиборство            | 2        | 2     | 4     |
| Академічне веслування           | 22       | 4     | 26    |
| Вітрильний спорт                | 6        | 7     | 13    |
| Стрільба                        | 10       | 4     | 14    |
| Плавання                        | 20       | 18    | 38    |
| Синхронне плавання              | —        | 9     | 9     |
| Теніс                           | 4        | 3     | 7     |
| Тріатлон                        | 2        | 2     | 4     |
| Волейбол                        | 16       | 14    | 30    |
| Водне поло                      | 13       | 13    | 26    |
| Важка атлетика                  | 1        | 1     | 2     |
| Боротьба                        | 2        | 0     | 2     |
| Разом                           | 170      | 144   | 314   |

## Стрільба з лука
Чоловіки
| Спортсмен                                      | Дисципліна    | Попередній раунд | Попередній раунд | 1/32 фіналу        | 1/16 фіналу            | 1/8 фіналу         | Чвертьфінали         | Півфінали          | Фінал / БМ         | Фінал / БМ      |
| Спортсмен                                      | Дисципліна    | Результат        | Сіяний           | Суперник Результат | Суперник Результат     | Суперник Результат | Суперник Результат   | Суперник Результат | Суперник Результат | Місце           |
| ---------------------------------------------- | ------------- | ---------------- | ---------------- | ------------------ | ---------------------- | ------------------ | -------------------- | ------------------ | ------------------ | --------------- |
| Марко Гальяццо                                 | Індивідуальні | 651              | 47               | Дуенас (CAN) L 5–6 | Завершив виступ        | Завершив виступ    | Завершив виступ      | Завершив виступ    | Завершив виступ    | Завершив виступ |
| Мауро Несполі                                  | Індивідуальні | 671              | 16               | Wijaya (INA) W 7–3 | Дузельбаєв (KAZ) W 6–0 | Агата (INA) W 6–0  | Валладон (FRA) L 5–6 | Завершив виступ    | Завершив виступ    | Завершив виступ |
| Давід Паскуалуччі                              | Індивідуальні | 685              | 3                | Девід (MAW) W 6–0  | Фернандес (ESP) L 2–6  | Завершив виступ    | Завершив виступ      | Завершив виступ    | Завершив виступ    | Завершив виступ |
| Марко Гальяццо Мауро Несполі Давід Паскуалуччі | Команда       | 2007             | 3                | Н/Д                | Н/Д                    | Bye                | Китай (CHN) L 0–6    | Завершив виступ    | Завершив виступ    | Завершив виступ |

Жінки
| Спортсменка                                     | Дисципліна    | Попередній раунд | Попередній раунд | 1/32 фіналу         | 1/16 фіналу         | 1/8 фіналу           | Чвертьфінали        | Півфінали           | Фінал / БМ                    | Фінал / БМ       |                  |
| Спортсменка                                     | Дисципліна    | Результат        | Сіяна            | Суперниця Результат | Суперниця Результат | Суперниця Результат  | Суперниця Результат | Суперниця Результат | Суперниця Результат           | Місце            |                  |
| ----------------------------------------------- | ------------- | ---------------- | ---------------- | ------------------- | ------------------- | -------------------- | ------------------- | ------------------- | ----------------------------- | ---------------- | ---------------- |
| Лучілла Боарі                                   | Індивідуальні | 651              | 7                | Інглі (AUS) L 1–7   | Завершила виступ    | Завершила виступ     | Завершила виступ    | Завершила виступ    | Завершила виступ              | Завершила виступ |                  |
| Клаудія Мандія                                  | Індивідуальні | 612              | 46               | Бравн (USA) L 4–6   | Завершила виступ    | Завершила виступ     | Завершила виступ    | Завершила виступ    | Завершила виступ              | Завершила виступ |                  |
| Гуендаліна Сарторі                              | Індивідуальні | 648              | 13               | Aguirre (COL) W 6–0 | Кумарі (IND) L 2–6  | Завершила виступ     | Завершила виступ    | Завершила виступ    | Завершила виступ              | Завершила виступ | Завершила виступ |
| Лучілла Боарі Клаудія Мандія Гуендаліна Сарторі | Команда       | 1911             | 6                | Н/Д                 | Н/Д                 | Бразилія (BRA) W 6–0 | Китай (CHN) W 5–3   | Росія (RUS) L 3–5   | Китайський Тайбей (TPE) L 3–5 | 4                |                  |

## Легка атлетика
Легенда
- Note – для трекових дисциплін місце вказане лише для забігу, в якому взяв участь спортсмен
- Q = пройшов у наступне коло напряму
- q = пройшов у наступне коло за добором (для трекових дисциплін - найшвидші часи серед тих, хто не пройшов напряму; для технічних дисциплін - увійшов до визначеної кількості фіналістів за місцем якщо напряму пройшло менше спортсменів, ніж визначена кількість)
- NR = Національний рекорд
- N/A = Коло відсутнє у цій дисципліні
- Bye = спортсменові не потрібно змагатися у цьому колі

Трекові і шосейні дисципліни
Чоловіки
| Спортсмен          | Дисципліна           | Попередній забіг | Попередній забіг | Півфінал        | Півфінал        | Фінал           | Фінал           |
| Спортсмен          | Дисципліна           | Результат        | Місце            | Результат       | Місце           | Результат       | Місце           |
| ------------------ | -------------------- | ---------------- | ---------------- | --------------- | --------------- | --------------- | --------------- |
| Абдулла Бамусса    | 3000 м з перешкодами | 8:42.81          | 12               | Н/Д             | Н/Д             | Завершив виступ | Завершив виступ |
| Джордано Бенедетті | 800 м                | 1:49.40          | 3 Q              | 1:46.41         | 6               | Завершив виступ | Завершив виступ |
| Теодоріко Капоразо | ходьба на 50 км      | Н/Д              | Н/Д              | Н/Д             | Н/Д             | DSQ             | DSQ             |
| Марко де Лука      | ходьба на 50 км      | Н/Д              | Н/Д              | Н/Д             | Н/Д             | 3:54:40         | 21              |
| Есеоса Десалу      | 200 м                | 20.65            | 5                | Завершив виступ | Завершив виступ | Завершив виступ | Завершив виступ |
| Юрі Флоріані       | 3000 м з перешкодами | 8:40.80          | 10               | Н/Д             | Н/Д             | Завершив виступ | Завершив виступ |
| Маттео Гальван     | 200 м                | 20.58            | 2 Q              | 20.88           | 8               | Завершив виступ | Завершив виступ |
| Маттео Гальван     | 400 м                | 46.07            | 4                | Завершив виступ | Завершив виступ | Завершив виступ | Завершив виступ |
| Маттео Джуппоні    | ходьба на 20 км      | Н/Д              | Н/Д              | Н/Д             | Н/Д             | 1:20:27         | 8               |
| Маттео Джуппоні    | ходьба на 50 км      | Н/Д              | Н/Д              | Н/Д             | Н/Д             | DNF             | DNF             |
| Стефано Ла Роса    | Марафон              | Н/Д              | Н/Д              | Н/Д             | Н/Д             | 2:18:57         | 57              |
| Давіде Маненті     | 200 м                | 20.51            | 4                | Завершив виступ | Завершив виступ | Завершив виступ | Завершив виступ |
| Даніеле Меуччі     | Марафон              | Н/Д              | Н/Д              | Н/Д             | Н/Д             | DNF             | DNF             |
| Руджеро Пертіле    | Марафон              | Н/Д              | Н/Д              | Н/Д             | Н/Д             | 2:17:30         | 38              |

Жінки
| Спортсменка                                                                                                 | Дисципліна        | Попередній забіг | Попередній забіг | Півфінал         | Півфінал         | Фінал            | Фінал            |
| Спортсменка                                                                                                 | Дисципліна        | Результат        | Місце            | Результат        | Місце            | Результат        | Місце            |
| --- | ----------------- | ---------------- | ---------------- | ---------------- | ---------------- | ---------------- | ---------------- |
| Катрін Бертоне                                                                                              | Марафон           | Н/Д              | Н/Д              | Н/Д              | Н/Д              | 2:33:29          | 25               |
| Марчіа Каравеллі                                                                                            | 400 м з бар'єрами | 57.77            | 6                | Завершила виступ | Завершила виступ | Завершила виступ | Завершила виступ |
| Марія Бенедикта Чігболу                                                                                     | 400 м             | 52.06            | 3                | Завершила виступ | Завершила виступ | Завершила виступ | Завершила виступ |
| Айоміде Фолорунсо                                                                                           | 400 м з бар'єрами | 55.78            | 3 Q              | 56.37            | 7                | Завершила виступ | Завершила виступ |
| Елеонора Джорджі                                                                                            | ходьба на 20 км   | Н/Д              | Н/Д              | Н/Д              | Н/Д              | DSQ              | DSQ              |
| Лібанія Гренот                                                                                              | 400 м             | 51.17            | 2 Q              | 50.60            | 3 q              | 51.25            | 8                |
| Ґлорія Гупер                                                                                                | 200 м             | 23.05            | 6                | Завершила виступ | Завершила виступ | Завершила виступ | Завершила виступ |
| Анна Інчерті                                                                                                | Марафон           | Н/Д              | Н/Д              | Н/Д              | Н/Д              | DNF              | DNF              |
| Вероніка Інглес                                                                                             | 10000 м           | Н/Д              | Н/Д              | Н/Д              | Н/Д              | 32:11.67         | 30               |
| Маргеріта Маньяні                                                                                           | 1500 м            | 4:09.74          | 11               | Завершила виступ | Завершила виступ | Завершила виступ | Завершила виступ |
| Антонелла Пальмізано                                                                                        | ходьба на 20 км   | Н/Д              | Н/Д              | Н/Д              | Н/Д              | 1:29:03          | 4                |
| Ядіслейді Педросо                                                                                           | 400 м з бар'єрами | 55.91            | 4 q              | 55.78            | 5                | Завершила виступ | Завершила виступ |
| Еліза Ріґаудо                                                                                               | ходьба на 20 км   | Н/Д              | Н/Д              | Н/Д              | Н/Д              | 1:31:04          | 11               |
| Юснейсі Сантюсті                                                                                            | 800 м             | 2:00.45          | 2 Q              | 2:00.80          | 7                | Завершила виступ | Завершила виступ |
| Валерія Странео                                                                                             | Марафон           | Н/Д              | Н/Д              | Н/Д              | Н/Д              | 2:29:44          | 13               |
| Chiara Bazzoni Elena Maria Bonfanti Марія Бенедикта Чігболу Лібанія Гренот Marta Milani Марія Енріка Спакка | 4×400 м           | 3:25.16          | 4 q              | Н/Д              | Н/Д              | 3:27.05          | 6                |

Технічні дисципліни
Чоловіки
| Спортсмен       | Дисципліна        | Кваліфікація       | Кваліфікація | Фінал              | Фінал           |
| Спортсмен       | Дисципліна        | Результат у метрах | Місце        | Результат у метрах | Місце           |
| --------------- | ----------------- | ------------------ | ------------ | ------------------ | --------------- |
| Сільвано Чезані | стрибки у висоту  | 2.22               | 33           | Завершив виступ    | Завершив виступ |
| Фабріціо Донато | потрійний стрибок | 16.54              | 17           | Завершив виступ    | Завершив виступ |
| Марко Лінгуа    | метання молота    | НС                 | —            | Завершив виступ    | Завершив виступ |

Жінки
| Спортсменка   | Дисципліна         | Кваліфікація       | Кваліфікація | Фінал              | Фінал            |
| Спортсменка   | Дисципліна         | Результат у метрах | Місце        | Результат у метрах | Місце            |
| ------------- | ------------------ | ------------------ | ------------ | ------------------ | ---------------- |
| Дар'я Деркач  | потрійний стрибок  | 13.56              | 28           | Завершила виступ   | Завершила виступ |
| Соня Малавізі | стрибки з жердиною | 4.45               | =21          | Завершила виступ   | Завершила виступ |
| Дезіре Россіт | стрибки у висоту   | 1.94               | =15 Q        | 1.88               | 16               |
| Алессіа Трост | стрибки у висоту   | 1.94               | =7 Q         | 1.93               | 5                |

## Бадмінтон
| Спортсмен       | Дисципліна               | Груповий етап                 | Груповий етап                | Груповий етап | Вибування          | Чвертьфінал        | Півфінал           | Фінал / БМ         | Фінал / БМ       |
| Спортсмен       | Дисципліна               | Суперник Результат            | Суперник Результат           | Місце         | Суперник Результат | Суперник Результат | Суперник Результат | Суперник Результат | Місце            |
| --------------- | ------------------------ | ----------------------------- | ---------------------------- | ------------- | ------------------ | ------------------ | ------------------ | ------------------ | ---------------- |
| Жанін Чиконьїні | одиночний розряд (жінки) | Bae Y-j (KOR) L (11–21, 8–21) | Байрак (TUR) L (14–21, 7–21) | 3             | Завершила виступ   | Завершила виступ   | Завершила виступ   | Завершила виступ   | Завершила виступ |

## Бокс
Чоловіки
| Спортсмен             | Категорія   | 1/16 фіналу             | 1/8 фіналу           | Чвертьфінали        | Півфінали          | Фінал              | Фінал           |                 |
| Спортсмен             | Категорія   | Суперник Результат      | Суперник Результат   | Суперник Результат  | Суперник Результат | Суперник Результат | Місце           |                 |
| --------------------- | ----------- | ----------------------- | -------------------- | ------------------- | ------------------ | ------------------ | --------------- | --------------- |
| Мануель Каппаї        | до 49 кг    | Ернандес (USA) L 0–3    | Завершив виступ      | Завершив виступ     | Завершив виступ    | Завершив виступ    | Завершив виступ |                 |
| Карміне Томмасоне     | до 60 кг    | Дельгадо (MEX) W 3–0    | Альварес (CUB) L 0–3 | Завершив виступ     | Завершив виступ    | Завершив виступ    | Завершив виступ |                 |
| Вінченцо Манджакапре  | до 69 кг    | Romero (MEX) W 2–1      | Маестре (VEN) L WO   | Завершив виступ     | Завершив виступ    | Завершив виступ    | Завершив виступ | Завершив виступ |
| Валентіно Манфредонія | до 81 кг    | Долголевець (BLR) L 1–2 | Завершив виступ      | Завершив виступ     | Завершив виступ    | Завершив виступ    | Завершив виступ |                 |
| Клементе Руссо        | до 91 кг    | Bye                     | Шактамі (TUN) W 3–0  | Тищенко (RUS) L 0–3 | Завершив виступ    | Завершив виступ    | Завершив виступ |                 |
| Гвідо Віанелло        | понад 91 кг | Bye                     | Перо (CUB) L 0–3     | Завершив виступ     | Завершив виступ    | Завершив виступ    | Завершив виступ |                 |

Жінки
| Спортсменка | Категорія | 1/8 фіналу          | Чвертьфінали        | Півфінали           | Фінал               | Фінал            |
| Спортсменка | Категорія | Суперниця Результат | Суперниця Результат | Суперниця Результат | Суперниця Результат | Місце            |
| ----------- | --------- | ------------------- | ------------------- | ------------------- | ------------------- | ---------------- |
| Ірма Теста  | до 60 кг  | Ваттс (AUS) W 2–1   | Мосселі (FRA) L 0–3 | Завершила виступ    | Завершила виступ    | Завершила виступ |

## Веслування на байдарках і каное

### Слалом
| Спортсмен            | Дисципліна   | Попередній раунд | Попередній раунд | Попередній раунд | Попередній раунд | Попередній раунд | Попередній раунд | Півфінал | Півфінал | Фінал  | Фінал |
| Спортсмен            | Дисципліна   | Заплив 1         | Місце            | Заплив 2         | Місце            | Кращий           | Місце            | Час      | Місце    | Час    | Місце |
| -------------------- | ------------ | ---------------- | ---------------- | ---------------- | ---------------- | ---------------- | ---------------- | -------- | -------- | ------ | ----- |
| Джованні де Дженнаро | чоловіки Б-1 | 86.85            | 1                | 90.74            | 9                | 86.85            | 1 Q              | 95.59    | 9 Q      | 91.77  | 7     |
| Стефані Горн         | жінки Б-1    | 106.90           | 7                | 99.07            | 1                | 99.07            | 1 Q              | 108.30   | 8 Q      | 107.22 | 8     |

### Спринт
| Спортсмен                                                       | Дисципліна             | Заїзди   | Заїзди | Півфінали       | Півфінали       | Фінал           | Фінал           |
| Спортсмен                                                       | Дисципліна             | Час      | Місце  | Час             | Місце           | Час             | Місце           |
| --------------------------------------------------------------- | ---------------------- | -------- | ------ | --------------- | --------------- | --------------- | --------------- |
| Альберто Ріккетті                                               | Б-1, 1000 м (чоловіки) | 3:37.610 | 6      | Завершив виступ | Завершив виступ | Завершив виступ | Завершив виступ |
| Манфреді Ріцца                                                  | Б-1, 200 м (чоловіки)  | 34.726   | 2 Q    | 34.686          | 3 FA            | 36.000          | 5               |
| Карло Таккіні                                                   | К-1, 200 м (чоловіки)  | 41.368   | 3 Q    | 41.468          | 4 FB            | 40.733          | 15              |
| Карло Таккіні                                                   | К-1, 1000 м (чоловіки) | 4:04.697 | 4 Q    | 4:02.461        | 2 FA            | 4:15.368        | 8               |
| Мауро Кренна Альберто Ріккетті                                  | Б-2, 200 м (чоловіки)  | 34.000   | 7 Q    | 34.318          | 5 FB            | 35.516          | 13              |
| Джуліо Дрессіно Нікола Ріпамонті                                | Б-2, 1000 м (чоловіки) | 3:30.429 | 5 Q    | 3:17.942        | 2 FA            | 3:14.883        | 6               |
| Мауро Кренна Джуліо Дрессіно Альберто Ріккетті Нікола Ріпамонті | Б-4, 1000 м (чоловіки) | 3:10.266 | 7 Q    | 3:03.868        | 5 FB            | 3:14.399        | 14              |

Пояснення до кваліфікації: FA = Кваліфікувались до фіналу A (за медалі); FB = Кваліфікувались до фіналу B (не за медалі)

## Велоспорт

### Шосе
Чоловіки
| Спортсмен           | Дисципліна      | Час          | Місце        |
| ------------------- | --------------- | ------------ | ------------ |
| Фабіо Ару           | Групова гонка   | 6:10:27      | 6            |
| Даміано Карузо      | Групова гонка   | 6:22:23      | 40           |
| Даміано Карузо      | Роздільна гонка | 1:19:46.53   | 27           |
| Алессандро Де Маркі | Групова гонка   | 6:30:10      | 63           |
| Вінченцо Нібалі     | Групова гонка   | Не фінішував | Не фінішував |
| Дієго Роза          | Групова гонка   | Не фінішував | Не фінішував |

Жінки
| Спортсменка         | Дисципліна      | Час      | Місце |
| ------------------- | --------------- | -------- | ----- |
| Джорджія Бронзіні   | Групова гонка   | 4:01:33  | 42    |
| Елена Чеккіні       | Групова гонка   | 3:55:34  | 20    |
| Татьяна Ґудерцо     | Групова гонка   | 3:53:46  | 14    |
| Еліза Лонго Боргіні | Групова гонка   | 3:51:27  | 3     |
| Еліза Лонго Боргіні | Роздільна гонка | 44:51.94 | 5     |

### Трек
Переслідування
| Спортсмен                                                            | Дисципліна                               | Кваліфікація | Кваліфікація | Півфінали            | Півфінали | Фінал                    | Фінал |
| Спортсмен                                                            | Дисципліна                               | Час          | Місце        | Opponent Результати  | Місце     | Opponent Результати      | Місце |
| -------------------------------------------------------------------- | ---------------------------------------- | ------------ | ------------ | -------------------- | --------- | ------------------------ | ----- |
| Ліам Бертаццо Сімоне Консонні Філіппо Ганна Франческо Ламон          | командна гонка переслідування (чоловіки) | 3:59.708     | 5 Q          | Китай (CHN) 3:55.724 | 5         | Німеччина (GER) 4:02.360 | 6     |
| Сімона Фраппорті Татьяна Ґудерцо Франческа Паттаро Сільвія Вальсеккі | командна гонка переслідування (жінки)    | 4:25.543     | 7 Q          | Китай (CHN) 4:22.964 | 5         | Австралія (AUS) 4:28.368 | 6     |

Омніум
| Спортсмен    | Дисципліна        | Скретч | Скретч | Індивідуальна гонка переслідування | Індивідуальна гонка переслідування | Індивідуальна гонка переслідування | Гонка на вибування | Гонка на вибування | Гіт з місця на 1 км | Гіт з місця на 1 км | Гіт з місця на 1 км | Гіт з ходу на 250 м | Гіт з ходу на 250 м | Гіт з ходу на 250 м | Гонка за очками | Гонка за очками | Загалом очок | Місце |
| Спортсмен    | Дисципліна        | Місце  | Очки   | Час                                | Місце                              | Очки                               | Місце              | Очки               | Час                 | Місце               | Очки                | Час                 | Місце               | Очки                | Очки            | Місце           | Загалом очок | Місце |
| ------------ | ----------------- | ------ | ------ | ---------------------------------- | ---------------------------------- | ---------------------------------- | ------------------ | ------------------ | ------------------- | ------------------- | ------------------- | ------------------- | ------------------- | ------------------- | --------------- | --------------- | ------------ | ----- |
| Елія Вівіані | омніум (чоловіки) | 7      | 28     | 4:17.453                           | 3                                  | 36                                 | 1                  | 40                 | 1:02.338            | 3                   | 36                  | 12.660              | 2                   | 38                  | 29              | 5               | 207          | 1     |

### Маунтінбайк
| Спортсмен             | Дисципліна             | Час     | Місце |
| --------------------- | ---------------------- | ------- | ----- |
| Лука Бредо            | маунтінбайк (чоловіки) | 1:36:25 | 7     |
| Марко Ауреліо Фонтана | маунтінбайк (чоловіки) | 1:40:25 | 20    |
| Андреа Тібері         | маунтінбайк (чоловіки) | 1:39:33 | 19    |
| Ева Лехнер            | маунтінбайк (жінки)    | 1:38:45 | 18    |

## Стрибки у воду
Чоловіки
| Спортсмен                       | Дисципліна                   | Попередні змагання | Попередні змагання | Півфінали       | Півфінали       | Фінал           | Фінал           |
| Спортсмен                       | Дисципліна                   | Очки               | Місце              | Очки            | Місце           | Очки            | Місце           |
| ------------------------------- | ---------------------------- | ------------------ | ------------------ | --------------- | --------------- | --------------- | --------------- |
| Мішель Бенедетті                | трамплін, 3 метри            | 390.85             | 17 Q               | 387.30          | 13              | Завершив виступ | Завершив виступ |
| Андреа Кьярабіні                | трамплін, 3 метри            | 350.40             | 28                 | Завершив виступ | Завершив виступ | Завершив виступ | Завершив виступ |
| Майкол Верцотто                 | вишка, 10 метрів             | 313.10             | 27                 | Завершив виступ | Завершив виступ | Завершив виступ | Завершив виступ |
| Андреа Кьярабіні Джованні Точчі | Синхронний трамплін, 3 метри | Н/Д                | Н/Д                | Н/Д             | Н/Д             | 395.19          | 6               |

Жінки
| Спортсменка                     | Дисципліна                   | Попередні змагання | Попередні змагання | Півфінали        | Півфінали        | Фінал            | Фінал            |
| Спортсменка                     | Дисципліна                   | Очки               | Місце              | Очки             | Місце            | Очки             | Місце            |
| ------------------------------- | ---------------------------- | ------------------ | ------------------ | ---------------- | ---------------- | ---------------- | ---------------- |
| Таня Каньотто                   | трамплін, 3 метри            | 347.30             | 4 Q                | 324.40           | 7 Q              | 372.80           | 3                |
| Maria Marconi                   | трамплін, 3 метри            | 292.95             | 19                 | Завершила виступ | Завершила виступ | Завершила виступ | Завершила виступ |
| Ноемі Баткі                     | вишка, 10 метрів             | 256.90             | 26                 | Завершила виступ | Завершила виступ | Завершила виступ | Завершила виступ |
| Таня Каньотто Франческа Даллапе | Синхронний трамплін, 3 метри | Н/Д                | Н/Д                | Н/Д              | Н/Д              | 313.83           | 2                |

## Кінний спорт

### Виїздка
| Спортсмен        | Кінь    | Дисципліна    | Grand Prix | Grand Prix | Grand Prix Special | Grand Prix Special | Grand Prix Freestyle | Grand Prix Freestyle | Загалом         | Загалом         |
| Спортсмен        | Кінь    | Дисципліна    | Результат  | Місце      | Результат          | Місце              | За техніку           | За артистизм         | Результат       | Місце           |
| ---------------- | ------- | ------------- | ---------- | ---------- | ------------------ | ------------------ | -------------------- | -------------------- | --------------- | --------------- |
| Валентіна Труппа | Chablis | Індивідуальні | 65.971     | 52         | Завершив виступ    | Завершив виступ    | Завершив виступ      | Завершив виступ      | Завершив виступ | Завершив виступ |

### Триборство
| Спортсмен                                                 | Кінь                      | Дисципліна    | Виїздка      | Виїздка | Крос         | Крос       | Крос       | Конкур          | Конкур          | Конкур          | Конкур          | Конкур          | Конкур          | Загалом         | Загалом         |
| Спортсмен                                                 | Кінь                      | Дисципліна    | Виїздка      | Виїздка | Крос         | Крос       | Крос       | Кваліфікація    | Кваліфікація    | Кваліфікація    | Фінал           | Фінал           | Фінал           | Загалом         | Загалом         |
| Спортсмен                                                 | Кінь                      | Дисципліна    | Штрафні очки | Місце   | Штрафні очки | Загалом    | Місце      | Штрафні очки    | Загалом         | Місце           | Штрафні очки    | Загалом         | Місце           | Штрафні очки    | Місце           |
| --------------------------------------------------------- | ------------------------- | ------------- | ------------ | ------- | ------------ | ---------- | ---------- | --------------- | --------------- | --------------- | --------------- | --------------- | --------------- | --------------- | --------------- |
| Стефано Бреччіаролі                                       | Apollo WD Wendi Kurt Hoev | Індивідуальні | 41.90        | 10      | Eliminated   | Eliminated | Eliminated | Завершив виступ | Завершив виступ | Завершив виступ | Завершив виступ | Завершив виступ | Завершив виступ | Завершив виступ | Завершив виступ |
| Лука Роман                                                | Castlewoods Jake          | Індивідуальні | 50.80        | 46      | 71.60        | 122.40     | 40         | 16.00           | 138.00          | 40              | Did non advance | Did non advance | Did non advance | Did non advance | Did non advance |
| П'єтро Роман                                              | Barraduff                 | Індивідуальні | 48.20        | 38      | 20.00        | 68.20      | 23         | 14.00           | 82.20           | 24 Q            | 4.00            | 86.20           | 23              | 86.20           | 23              |
| Аріанна Сківо                                             | Quefira de l’Ormeau       | Індивідуальні | 55.00 #      | 54      | 50.40        | 105.40     | 36         | 4.00            | 109.40          | 34              | Did non advance | Did non advance | Did non advance | Did non advance | Did non advance |
| Стефано Бреччіаролі Лука Роман П'єтро Роман Аріанна Сківо | Див. вище                 | Команда       | 140.90       | 8       | 142.00       | 296.00     | 8          | 34.00           | 330.00          | 9               | Н/Д             | Н/Д             | Н/Д             | 330.00          | 9               |

### Конкур
| Спортсмен         | Кінь   | Дисципліна    | Кваліфікація | Кваліфікація | Кваліфікація    | Кваліфікація    | Кваліфікація    | Кваліфікація    | Кваліфікація    | Кваліфікація    | Фінал           | Фінал           | Фінал           | Фінал           | Фінал           | Загалом         | Загалом         |
| Спортсмен         | Кінь   | Дисципліна    | Раунд 1      | Раунд 1      | Раунд 2         | Раунд 2         | Раунд 2         | Раунд 3         | Раунд 3         | Раунд 3         | Фінал A         | Фінал A         | Фінал B         | Фінал B         | Фінал B         | Загалом         | Загалом         |
| Спортсмен         | Кінь   | Дисципліна    | Штрафні очки | Місце        | Штрафні очки    | Загалом         | Місце           | Штрафні очки    | Загалом         | Місце           | Штрафні очки    | Місце           | Штрафні очки    | Загалом         | Місце           | Штрафні очки    | Місце           |
| ----------------- | ------ | ------------- | ------------ | ------------ | --------------- | --------------- | --------------- | --------------- | --------------- | --------------- | --------------- | --------------- | --------------- | --------------- | --------------- | --------------- | --------------- |
| Емануеле Гаудіано | Caspar | Індивідуальні | 27           | 67           | Завершив виступ | Завершив виступ | Завершив виступ | Завершив виступ | Завершив виступ | Завершив виступ | Завершив виступ | Завершив виступ | Завершив виступ | Завершив виступ | Завершив виступ | Завершив виступ | Завершив виступ |

## Фехтування
Чоловіки
| Спортсмен                                                    | Дисципліна           | 1/32 фіналу        | 1/16 фіналу             | 1/8 фіналу                 | Чвертьфінал             | Півфінал              | Фінал / БМ              | Фінал / БМ      |
| Спортсмен                                                    | Дисципліна           | Суперник Результат | Суперник Результат      | Суперник Результат         | Суперник Результат      | Суперник Результат    | Суперник Результат      | Місце           |
| ------------------------------------------------------------ | -------------------- | ------------------ | ----------------------- | -------------------------- | ----------------------- | --------------------- | ----------------------- | --------------- |
| Марко Фічера                                                 | Індивідуальна шпага  | Bye                | Кадзуясу (JPN) L 8–15   | Завершив виступ            | Завершив виступ         | Завершив виступ       | Завершив виступ         | Завершив виступ |
| Енріко Гароццо                                               | Індивідуальна шпага  | Bye                | Jung J-s (KOR) W 15–11  | Park S-y (KOR) L 12–15     | Завершив виступ         | Завершив виступ       | Завершив виступ         | Завершив виступ |
| Паоло Піццо                                                  | Індивідуальна шпага  | Bye                | Хайнцер (SUI) L 11–15   | Завершив виступ            | Завершив виступ         | Завершив виступ       | Завершив виступ         | Завершив виступ |
| Марко Фічера Енріко Гароццо Паоло Піццо Андреа Сантареллі    | Командна шпага       | Н/Д                | Н/Д                     | Bye                        | Швейцарія (SUI) W 45–32 | Україна (UKR) W 45–33 | Франція (FRA) L 31-45   | 2               |
| Джорджо Авола                                                | Індивідуальна рапіра | Bye                | Gómez (MEX) W 15–5      | Йоппіх (GER) W 15–13       | Массіалас (USA) L 14–15 | Завершив виступ       | Завершив виступ         | Завершив виступ |
| Андреа Кассара                                               | Індивідуальна рапіра | Bye                | Кадо (FRA) W 15–14      | Крузе (GBR) L 12–15        | Завершив виступ         | Завершив виступ       | Завершив виступ         | Завершив виступ |
| Даніеле Гароццо                                              | Індивідуальна рапіра | Bye                | Аяд (EGY) W 15–8        | Абуелькассем (EGY) W 15–13 | Тольдо (BRA) W 15–8     | Сафін (RUS) W 15–8    | Массіалас (USA) W 15–11 | 1               |
| Джорджо Авола Андреа Кассара Даніеле Гароццо Андреа Бальдіні | Командна рапіра      | Н/Д                | Н/Д                     | Н/Д                        | Бразилія (BRA) W 45–27  | Франція (FRA) L 30–45 | США (USA) L 31–45       | 4               |
| Aldo Montano                                                 | Шабля                | Н/Д                | F Ferjani (TUN) W 15–11 | Ковальов (RUS) L 13–15     | Завершив виступ         | Завершив виступ       | Завершив виступ         | Завершив виступ |
| Дієго Окк'юцці                                               | Шабля                | Н/Д                | Vū T A (VIE) L 12–15    | Завершив виступ            | Завершив виступ         | Завершив виступ       | Завершив виступ         | Завершив виступ |

Жінки
| Спортсменка                                                | Дисципліна           | 1/32 фіналу     | 1/16 фіналу            | 1/8 фіналу              | Чвертьфінал           | Півфінал              | Фінал / БМ                | Фінал / БМ       |
| Спортсменка                                                | Дисципліна           | Суперниця Score | Суперниця Score        | Суперниця Score         | Суперниця Score       | Суперниця Score       | Суперниця Score           | Місце            |
| ---------------------------------------------------------- | -------------------- | --------------- | ---------------------- | ----------------------- | --------------------- | --------------------- | ------------------------- | ---------------- |
| Росселла Ф'ямінго                                          | Індивідуальна шпага  | Bye             | Mackinnon (CAN) W 15–8 | Кун (HKG) W 15–11       | Choi I-j (KOR) W 15–8 | Sun Yw (CHN) W 12–11  | Сас (HUN) L 13–15         | 2                |
| Еліза ді Франциска                                         | Індивідуальна рапіра | Bye             | Lin P H (HKG) W 8–15   | Лічбінська (POL) W 15–6 | Liu Ys (CHN) W 15–10  | Бубакрі (TUN) W 12–9  | Дериглазова (RUS) L 11–12 | 2                |
| Аріанна Ерріго                                             | Індивідуальна рапіра | Bye             | Đỗ T A (VIE) W 9–15    | Гарві (CAN) L 11–15     | Завершила виступ      | Завершила виступ      | Завершила виступ          | Завершила виступ |
| Росселла Грегоріо                                          | Шабля                | Bye             | Комащук (UKR) L 14–15  | Завершила виступ        | Завершила виступ      | Завершила виступ      | Завершила виступ          | Завершила виступ |
| Лорета Гулотта                                             | Шабля                | Bye             | Соча (POL) W 15–10     | Kim J-y (KOR) W 15–13   | Харлан (UKR) L 4–15   | Завершила виступ      | Завершила виступ          | Завершила виступ |
| Ірене Веккі                                                | Шабля                | Bye             | Лембах (FRA) L 11–15   | Завершила виступ        | Завершила виступ      | Завершила виступ      | Завершила виступ          | Завершила виступ |
| Росселла Грегоріо Лорета Гулотта Ірене Веккі Ilaria Bianco | Команда sabre        | Н/Д             | Н/Д                    | Н/Д                     | Франція (FRA) W 45-36 | Україна (UKR) L 42-45 | США (USA) L 30-45         | 4                |

## Гольф
| Спортсмен        | Дисципліна | Раунд 1   | Раунд 2   | Раунд 3   | Раунд 4   | Загалом   | Загалом | Загалом |
| Спортсмен        | Дисципліна | Результат | Результат | Результат | Результат | Результат | Пар     | Місце   |
| ---------------- | ---------- | --------- | --------- | --------- | --------- | --------- | ------- | ------- |
| Ніно Бертасіо    | чоловіки   | 72        | 72        | 71        | 68        | 283       | −1      | =30     |
| Маттео Манассеро | чоловіки   | 69        | 73        | 71        | 69        | 282       | −2      | =27     |
| Джулія Молінаро  | жінки      | 78        | 78        | 74        | 70        | 300       | +16     | =53     |
| Джулія Сергас    | жінки      | 77        | 74        | 77        | 74        | 302       | +18     | 55      |

## Гімнастика

### Спортивна гімнастика
Чоловіки
| Спортсмен | Дисципліна | Кваліфікація    | Кваліфікація       | Кваліфікація | Кваліфікація | Кваліфікація | Кваліфікація | Кваліфікація | Кваліфікація | Фінал  | Фінал  | Фінал  | Фінал  | Фінал           | Фінал           | Фінал           | Фінал           |                 |                 |                 |                 |
| Спортсмен | Дисципліна | Вправа          | Вправа             | Вправа       | Вправа       | Вправа       | Вправа       | Загалом      | Місце        | Вправа | Вправа | Вправа | Вправа | Вправа          | Вправа          | Загалом         | Місце           |                 |                 |                 |                 |
| --------- | ---------- | --------------- | ------------------ | ------------ | ------------ | ------------ | ------------ | ------------ | ------------ | ------ | ------ | ------ | ------ | --------------- | --------------- | --------------- | --------------- | --------------- | --------------- | --------------- | --------------- |
| Спортсмен | Дисципліна | Людовіко Едаллі | Абсолютна першість | 12.433       | 13.333       | 13.666       | 13.933       | Загалом      | Місце        | 14.400 | 14.033 | 81.798 | 44     | Завершив виступ | Завершив виступ | Завершив виступ | Завершив виступ | Завершив виступ | Завершив виступ | Завершив виступ | Завершив виступ |

Жінки
Командна першість
| Спортсменка      | Дисципліна | Кваліфікація | Кваліфікація | Кваліфікація | Кваліфікація | Кваліфікація | Кваліфікація | Фінал  | Фінал    | Фінал  | Фінал  | Фінал   | Фінал |                  |                  |                  |                  |                  |                  |
| Спортсменка      | Дисципліна | Вправа       | Вправа       | Вправа       | Вправа       | Загалом      | Місце        | Вправа | Вправа   | Вправа | Вправа | Загалом | Місце |                  |                  |                  |                  |                  |                  |
| ---------------- | ---------- | ------------ | ------------ | ------------ | ------------ | ------------ | ------------ | ------ | -------- | ------ | ------ | ------- | ----- | ---------------- | ---------------- | ---------------- | ---------------- | ---------------- | ---------------- |
| Спортсменка      | Дисципліна | Еріка Фасана | Команда      | Н/Д          | 14.200       | Загалом      | Місце        | 12.933 | 14.333 Q | Н/Д    | Н/Д    | Загалом | Місце | Завершила виступ | Завершила виступ | Завершила виступ | Завершила виступ | Завершила виступ | Завершила виступ |
| Карлотта Ферліто | 14.300     | 14.033       | Команда      | 13.233       | 14.033       | 55.599       | 22 Q         |        |          |        |        |         |       | Завершила виступ | Завершила виступ | Завершила виступ | Завершила виступ | Завершила виступ | Завершила виступ |
| Ванесса Феррарі  | 14.533     | 13.866       | Команда      | 12.000       | 14.866 Q     | 55.265       | 24 Q         |        |          |        |        |         |       | Завершила виступ | Завершила виступ | Завершила виступ | Завершила виступ | Завершила виступ | Завершила виступ |
| Еліза Манегіні   | 14.166     | Н/Д          | Команда      | 14.166       | 14.233       | Н/Д          | Н/Д          |        |          |        |        |         |       | Завершила виступ | Завершила виступ | Завершила виступ | Завершила виступ | Завершила виступ | Завершила виступ |
| Мартіна Ріццеллі | 14.533     | 14.033       | Команда      | Н/Д          | Н/Д          | Н/Д          | Н/Д          |        |          |        |        |         |       | Завершила виступ | Завершила виступ | Завершила виступ | Завершила виступ | Завершила виступ | Завершила виступ |
| Загалом          | 43.366     | 42.266       | Команда      | 40.332       | 43.432       | 169.396      | 10           |        |          |        |        |         |       | Завершила виступ | Завершила виступ | Завершила виступ | Завершила виступ | Завершила виступ | Завершила виступ |

Індивідуальні фінали
| Спортсмен       | Дисципліна         | Вправа           | Вправа             | Вправа | Вправа | Загалом | Місце |        |        |        |    |
| --------------- | ------------------ | ---------------- | ------------------ | ------ | ------ | ------- | ----- | ------ | ------ | ------ | -- |
| Спортсмен       | Дисципліна         | Карлотта Ферліто | Абсолютна першість | 14.733 | 14.100 | Загалом | Місце | 14.000 | 14.125 | 56.958 | 12 |
| Ванесса Феррарі | Абсолютна першість | 14.633           | 14.033             | 13.800 | 14.075 | 56.541  | 16    |        |        |        |    |
| Ванесса Феррарі | Вільні вправи      | Н/Д              | Н/Д                | Н/Д    | 14.766 | Н/Д     | 4     |        |        |        |    |
| Еріка Фасана    | Вільні вправи      | Н/Д              | Н/Д                | Н/Д    | 14.533 | Н/Д     | 6     |        |        |        |    |

### Художня гімнастика
| Спортсменка        | Дисципліна                  | Кваліфікація | Кваліфікація | Кваліфікація | Кваліфікація | Кваліфікація | Кваліфікація | Фінал            | Фінал            | Фінал            | Фінал            | Фінал            | Фінал            |
| Спортсменка        | Дисципліна                  | Обруч        | М'яч         | Булави       | Стрічка      | Загалом      | Місце        | Обруч            | М'яч             | Булави           | Стрічка          | Загалом          | Місце            |
| ------------------ | --------------------------- | ------------ | ------------ | ------------ | ------------ | ------------ | ------------ | ---------------- | ---------------- | ---------------- | ---------------- | ---------------- | ---------------- |
| Вероніка Бертоліні | Індивідуальне багатоборство | 17.516       | 16.550       | 17.541       | 16.400       | 68.007       | 19           | Завершила виступ | Завершила виступ | Завершила виступ | Завершила виступ | Завершила виступ | Завершила виступ |

| Спортсменка                                                                  | Дисципліна            | Кваліфікація | Кваліфікація     | Кваліфікація | Кваліфікація | Фінал     | Фінал            | Фінал   | Фінал |
| Спортсменка                                                                  | Дисципліна            | 5 стрічок    | 6 булав 2 обручі | Загалом      | Місце        | 5 стрічок | 6 булав 2 обручі | Загалом | Місце |
| ---------------------------------------------------------------------------- | --------------------- | ------------ | ---------------- | ------------ | ------------ | --------- | ---------------- | ------- | ----- |
| Марія Центофанті Софія Лоді Алессія Мауреллі Марта Паньїні Камілла Патріарка | групове багатоборство | 17.516       | 17.833           | 35.349       | 4 Q          | 17.516    | 18.033           | 35.549  | 4     |

## Дзюдо
| Спортсмен         | Категорія           | 1/32 фіналу            | 1/16 фіналу                | 1/8 фіналу                 | Чвертьфінали               | Півфінали                | Втішний поєдинок       | Фінал / БМ               | Фінал / БМ       |
| Спортсмен         | Категорія           | Суперник Результат     | Суперник Результат         | Суперник Результат         | Суперник Результат         | Суперник Результат       | Суперник Результат     | Суперник Результат       | Місце            |
| ----------------- | ------------------- | ---------------------- | -------------------------- | -------------------------- | -------------------------- | ------------------------ | ---------------------- | ------------------------ | ---------------- |
| Еліос Манці       | до 60 кг (чоловіки) | Bye                    | Kim W-j (KOR) L 000–001    | Завершив виступ            | Завершив виступ            | Завершив виступ          | Завершив виступ        | Завершив виступ          | Завершив виступ  |
| Фабіо Базіле      | до 66 кг (чоловіки) | Bye                    | Зайдль (GER) W 100–000     | Шихалізаде (AZE) W 110–000 | Тумурхулег (MGL) W 100–000 | Гомбоч (SLO) W 000–000 S | Bye                    | An B-u (KOR) W 100–000   | 1                |
| Маттео Маркончіні | до 81 кг (чоловіки) | Накано (PHI) W 100–000 | Боттьйо (BEL) W 000–000 S  | Думініке (MDA) W 110–010   | Чрікішвілі (GEO) L 000–011 | Завершив виступ          | Іванов (BUL) W 100–000 | Тома (UAE) L 000–100     | 5                |
| Валентина Москатт | до 48 кг (жінки)    | Н/Д                    | Văn N T (VIE) L 000–000 S  | Завершила виступ           | Завершила виступ           | Завершила виступ         | Завершила виступ       | Завершила виступ         | Завершила виступ |
| Одетте Джуффріда  | до 52 кг (жінки)    | Н/Д                    | Bye                        | Kräh (GER) W 001–000       | Кіцу (ROU) W 001–000       | Ma Yn (CHN) W 000–000 S  | Bye                    | Келменді (KOS) L 000–001 | 2                |
| Едвіг Гвенд       | до 63 кг (жінки)    | Н/Д                    | Херманссон (SWE) W 101–000 | Трстеняк (SLO) L 000–000 S | Завершила виступ           | Завершила виступ         | Завершила виступ       | Завершила виступ         | Завершила виступ |

## Сучасне п'ятиборство
| Спортсмен         | Дисципліна | Фехтування (шпага, один дотик) | Фехтування (шпага, один дотик) | Фехтування (шпага, один дотик) | Фехтування (шпага, один дотик) | Плавання (200 м вільним стилем) | Плавання (200 м вільним стилем) | Плавання (200 м вільним стилем) | Верхова їзда (конкур) | Верхова їзда (конкур) | Верхова їзда (конкур) | Комбіновано: стрільба/біг (10 м, пневматичний пістолет)/(3200 м) | Комбіновано: стрільба/біг (10 м, пневматичний пістолет)/(3200 м) | Комбіновано: стрільба/біг (10 м, пневматичний пістолет)/(3200 м) | Загалом очок | Підсумкове місце |
| Спортсмен         | Дисципліна | RR                             | BR                             | Місце                          | Очки                           | Час                             | Місце                           | Очки                            | Штрафні очки          | Місце                 | Очки                  | Час                                                              | Місце                                                            | MP Points                                                        | Загалом очок | Підсумкове місце |
| ----------------- | ---------- | ------------------------------ | ------------------------------ | ------------------------------ | ------------------------------ | ------------------------------- | ------------------------------- | ------------------------------- | --------------------- | --------------------- | --------------------- | ---------------------------------------------------------------- | ---------------------------------------------------------------- | ---------------------------------------------------------------- | ------------ | ---------------- |
| Ріккардо Де Лука  | чоловіки   | 20–15                          | 2                              | 9                              | 222                            | 2:09.36                         | 34                              | 312                             | 0                     | 6                     | 300                   | 11:07.23                                                         | 6                                                                | 633                                                              | 1467         | 5                |
| П'єрпаоло Петроні | чоловіки   | 13–22                          | 1                              | 31                             | 179                            | 2:05.51                         | 21                              | 324                             | 7                     | 7                     | 293                   | 11:39.60                                                         | 23                                                               | 601                                                              | 1397         | 24               |
| Клаудія Чезаріні  | жінки      | 17–18                          | 3                              | 16                             | 205                            | 2:20.85                         | 27                              | 278                             | 39                    | 27                    | 261                   | 13:04.34                                                         | 21                                                               | 516                                                              | 1260         | 24               |
| Аліче Сотеро      | жінки      | 20–15                          | 1                              | 9                              | 221                            | 2:12.63                         | 8                               | 303                             | 21                    | 23                    | 279                   | 13:00.47                                                         | 18                                                               | 520                                                              | 1323         | 8                |

## Академічне веслування
Чоловіки
| Спортсмен | Дисципліна               | Заїзди  | Заїзди | Втішний заплив | Втішний заплив | Півфінали | Півфінали | Фінал           | Фінал           |
| Спортсмен | Дисципліна               | Час     | Місце  | Час            | Місце          | Час       | Місце     | Час             | Місце           |
| --- | ------------------------ | ------- | ------ | -------------- | -------------- | --------- | --------- | --------------- | --------------- |
| Джованні Абаньяле Марко Ді Костанцо | Двійки                   | 6:46.04 | 2 SA/B | Bye            | Bye            | 6:24.96   | 1 FA      | 7:04.52         | 3               |
| Романо Баттісті Франческо Фоссі | Парні двійки             | 6:42.33 | 3 SA/B | Bye            | Bye            | 6:15.24   | 2 FA      | 6:57.10         | 4               |
| Марчелло Міані Андреа Мічелетті | Парні двійки, легка вага | 6:24.10 | 2 SA/B | Bye            | Bye            | 6:40.45   | 4 FB      | 6:29.52         | 8               |
| Маттео Кастальдо Маттео Лодо Доменіко Монтроне Джузеппе Вічіно                                                                                              | Четвірки                 | 5:56.01 | 1 SA/B | Bye            | Bye            | 6:16.54   | 3 FA      | 6:03.85         | 3               |
| Мартіно Горетті Лівіо Ла Падула Стефано Оппо П'єтро Рута | Четвірки, легка вага     | 6:03.26 | 1 SA/B | Bye            | Bye            | 6:06.54   | 1 FA      | 6:25.52         | 4               |
| Лука Агаменноні Вінченцо Капеллі П'єрпаоло Фраттіні Фабіо Інфімо Емануеле Льюцці Маріо Паонесса Маттео Стефаніні Сімоне Веньєр Енріко Д'аньєлло (стерновий) | Eight                    | 5:52.83 | 4 R    | 6:05.12        | 5              | Н/Д       | Н/Д       | Завершив виступ | Завершив виступ |

Жінки
| Спортсменка                       | Дисципліна               | Заїзди  | Заїзди | Втішний заплив | Втішний заплив | Півфінали | Півфінали | Фінал   | Фінал |
| Спортсменка                       | Дисципліна               | Час     | Місце  | Час            | Місце          | Час       | Місце     | Час     | Місце |
| --------------------------------- | ------------------------ | ------- | ------ | -------------- | -------------- | --------- | --------- | ------- | ----- |
| Сара Бертолазі Алессандра Пателлі | Двійки                   | 7:13.06 | 4 R    | 7:58.89        | 2 SA/B         | 7:45.44   | 6 FB      | 7:24.51 | 11    |
| Лаура Мілані Валентіна Родіні     | Парні двійки, легка вага | 7:09.12 | 4 R    | 8:03.03        | 3 SC/D         | 8:11.21   | 1 FC      | 7:36.64 | 13    |

Пояснення до кваліфікації: FA=Фінал A (за медалі); FB=Фінал B (не за медалі); FC=Фінал C (не за медалі); FD=Фінал D (не за медалі); FE=Фінал E (не за медалі); FF=Фінал F (не за медалі); SA/B=Півфінали A/B; SC/D=Півфінали C/D; SE/F=Півфінали E/F; QF=Чвертьфінали; R=Потрапив у втішний заплив

## Вітрильний спорт
Чоловіки
| Спортсмен                     | Дисципліна | Заплив | Заплив | Заплив | Заплив | Заплив | Заплив | Заплив | Заплив | Заплив | Заплив | Заплив | Заплив | Заплив | Очки | Підсумкове місце |
| Спортсмен                     | Дисципліна | 1      | 2      | 3      | 4      | 5      | 6      | 7      | 8      | 9      | 10     | 11     | 12     | M*     | Очки | Підсумкове місце |
| ----------------------------- | ---------- | ------ | ------ | ------ | ------ | ------ | ------ | ------ | ------ | ------ | ------ | ------ | ------ | ------ | ---- | ---------------- |
| Маттіа Камбоні                | RS:X       | 11     | 13     | 4      | 37     | 37     | 9      | 10     | 21     | 3      | 3      | 5      | 1      | 20     | 137  | 10               |
| Франческо Марраї              | Лазер      | 39     | 11     | 18     | 5      | 22     | 11     | 5      | 1      | 13     | 23     | Н/Д    | Н/Д    | EL     | 109  | 12               |
| Джорджо Поджі                 | Фінн       | 11     | 4      | 16     | 11     | 18     | 15     | 7      | 19     | 11     | 18     | Н/Д    | Н/Д    | EL     | 111  | 18               |
| Руджеро Тіта П'єтро Дзуккетті | 49er       | 7      | 20     | 19     | 11     | 5      | 8      | 10     | 9      | 6      | 7      | 10     | 19     | EL     | 120  | 14               |

Жінки
| Спортсменка                    | Дисципліна   | Заплив | Заплив | Заплив | Заплив | Заплив | Заплив | Заплив | Заплив | Заплив | Заплив | Заплив | Заплив | Заплив | Очки | Підсумкове місце |
| Спортсменка                    | Дисципліна   | 1      | 2      | 3      | 4      | 5      | 6      | 7      | 8      | 9      | 10     | 11     | 12     | M*     | Очки | Підсумкове місце |
| ------------------------------ | ------------ | ------ | ------ | ------ | ------ | ------ | ------ | ------ | ------ | ------ | ------ | ------ | ------ | ------ | ---- | ---------------- |
| Флавія Тарталіні               | RS:X         | 12     | 1      | 5      | 1      | 1      | 4      | 1      | 12     | 10     | 9      | 5      | 6      | 16     | 71   | 6                |
| Сільвія Дзеннаро               | Лазер радіал | 10     | 24     | 23     | 18     | 15     | 21     | 15     | 16     | 28     | 17     | Н/Д    | Н/Д    | EL     | 163  | 22               |
| Елена Берта Аліче Сінно        | 470          | 13     | 19     | 16     | 14     | 8      | 15     | 16     | 19     | 15     | 20     | Н/Д    | Н/Д    | EL     | 135  | 19               |
| Франческа Клапчіч Джулія Конті | 49erFX       | 3      | 7      | 7      | 6      | 10     | 8      | 15     | 13     | 5      | 6      | 4      | 7      | 6      | 82   | 5                |

Змішаний
| Спортсмен                       | Дисципліна | Заплив | Заплив | Заплив | Заплив | Заплив | Заплив | Заплив | Заплив | Заплив | Заплив | Заплив | Заплив | Заплив | Очки | Підсумкове місце |
| Спортсмен                       | Дисципліна | 1      | 2      | 3      | 4      | 5      | 6      | 7      | 8      | 9      | 10     | 11     | 12     | M*     | Очки | Підсумкове місце |
| ------------------------------- | ---------- | ------ | ------ | ------ | ------ | ------ | ------ | ------ | ------ | ------ | ------ | ------ | ------ | ------ | ---- | ---------------- |
| Вітторіо Біссаро Сільвія Сікурі | Nacra 17   | 10     | 12     | 3      | 3      | 3      | 7      | 6      | 13     | 13     | 2      | 7      | 4      | 14     | 85   | 5                |

M = Медальний заплив; EL = Вибув – не потрапив до медального запливу

## Стрільба
Чоловіки
| Спортсмен         | Дисципліна                       | Кваліфікація | Кваліфікація | Півфінал        | Півфінал        | Фінал / БМ      | Фінал / БМ      |
| Спортсмен         | Дисципліна                       | Очки         | Місце        | Очки            | Місце           | Очки            | Місце           |
| ----------------- | -------------------------------- | ------------ | ------------ | --------------- | --------------- | --------------- | --------------- |
| Антоніо Барілья   | Дубль-трап                       | 125          | 16           | Завершив виступ | Завершив виступ | Завершив виступ | Завершив виступ |
| Нікколо Кампріані | Пневматична гвинтівка, 10 м      | 630.2 OR     | 1 Q          | Н/Д             | Н/Д             | 206.1 OR        | 1               |
| Нікколо Кампріані | Гвинтівка лежачи, 50 м           | 625.3        | 6 Q          | Н/Д             | Н/Д             | 102.8           | 7               |
| Нікколо Кампріані | Гвинтівка з трьох положень, 50 м | 1174         | 8 Q          | Н/Д             | Н/Д             | 458.8 OR        | 1               |
| Марко де Ніколо   | Пневматична гвинтівка, 10 м      | 620.5        | 30           | Н/Д             | Н/Д             | Завершив виступ | Завершив виступ |
| Марко де Ніколо   | Гвинтівка лежачи, 50 м           | 626.0        | 5 Q          | Н/Д             | Н/Д             | 123.6           | 6               |
| Марко де Ніколо   | Гвинтівка з трьох положень, 50 м | 1168         | 27           | Н/Д             | Н/Д             | Завершив виступ | Завершив виступ |
| Массімо Фаббріці  | Трап                             | 118          | 6 Q          | 11              | 6               | Завершив виступ | Завершив виступ |
| Джузеппе Джордано | Пневматичний пістолет, 10 м      | 580          | 5 Q          | Н/Д             | Н/Д             | 118.4           | 6               |
| Джузеппе Джордано | Пістолет, 50 м                   | 547          | 26           | Н/Д             | Н/Д             | Завершив виступ | Завершив виступ |
| Марко Інноченті   | Дубль-трап                       | 136          | 5 Q          | 27              | 2 Q             | 24              | 2               |
| Луїджи Лодде      | Скит                             | 116          | 24           | Завершив виступ | Завершив виступ | Завершив виступ | Завершив виступ |
| Ріккардо Маццетті | швидкісний пістолет, 25 м        | 586          | 4 Q          | Н/Д             | Н/Д             | 10              | 6               |
| Джованні Пелльєло | Трап                             | 122          | 1 Q          | 14              | 2 Q             | 13 (+3)         | 2               |
| Габріеле Россетті | Скит                             | 121          | 5 Q          | 16              | 1 Q             | 16              | 1               |

Жінки
| Спортсменка     | Дисципліна                       | Кваліфікація | Кваліфікація | Півфінал | Півфінал | Фінал / БМ       | Фінал / БМ       |
| Спортсменка     | Дисципліна                       | Очки         | Місце        | Очки     | Місце    | Очки             | Місце            |
| --------------- | -------------------------------- | ------------ | ------------ | -------- | -------- | ---------------- | ---------------- |
| Діана Бакосі    | Скит                             | 72           | 3 Q          | 15       | 2 Q      | 15               | 1                |
| К'яра Кайнеро   | Скит                             | 70           | 4 Q          | 16       | 1 Q      | 14               | 2                |
| Джессіка Россі  | Трап                             | 69           | 2 Q          | 10       | 6        | Завершила виступ | Завершила виступ |
| Петра Зубласінг | Пневматична гвинтівка, 10 м      | 411.6        | 34           | Н/Д      | Н/Д      | Завершила виступ | Завершила виступ |
| Петра Зубласінг | Гвинтівка з трьох положень, 50 м | 589 OR       | 1 Q          | Н/Д      | Н/Д      | 437.7            | 4                |

Пояснення до кваліфікації: Q = Пройшов у наступне коло; q = Кваліфікувався щоб змагатись у поєдинку за бронзову медаль

## Плавання
Чоловіки
| Спортсмен                                                           | Дисципліна                        | Попередній заплив | Попередній заплив | Півфінал        | Півфінал        | Фінал           | Фінал           |
| Спортсмен                                                           | Дисципліна                        | Час               | Місце             | Час             | Місце           | Час             | Місце           |
| ------------------------------------------------------------------- | --------------------------------- | ----------------- | ----------------- | --------------- | --------------- | --------------- | --------------- |
| Марко Белотті                                                       | 200 м вільним стилем              | 1:48.71           | 33                | Завершив виступ | Завершив виступ | Завершив виступ | Завершив виступ |
| Фредеріко Боккіа                                                    | 50 м вільним стилем               | 22.54             | 37                | Завершив виступ | Завершив виступ | Завершив виступ | Завершив виступ |
| Пєро Кодіа                                                          | 100 м батерфляєм                  | 51.72             | 6 Q               | 51.82           | 11              | Завершив виступ | Завершив виступ |
| Мітчелл Д'Арріго                                                    | 200 м вільним стилем              | 1:47.46           | 23                | Завершив виступ | Завершив виступ | Завершив виступ | Завершив виступ |
| Габріеле Детті                                                      | 400 м вільним стилем              | 3:43.94           | 3 Q               | Н/Д             | Н/Д             | 3:43.49         | 3               |
| Габріеле Детті                                                      | 1500 м вільним стилем             | 14:48.68          | 5 Q               | Н/Д             | Н/Д             | 14:40.86        | 3               |
| Лука Дотто                                                          | 50 м вільним стилем               | 21.87             | 9 Q               | 21.84           | 9               | Завершив виступ | Завершив виступ |
| Лука Дотто                                                          | 100 м вільним стилем              | 48.47             | 10 Q              | 48.49           | 12              | Завершив виступ | Завершив виступ |
| Філіппо Маньїні                                                     | 100 м вільним стилем              | 49.40             | 37                | Завершив виступ | Завершив виступ | Завершив виступ | Завершив виступ |
| Лука Марін                                                          | 400 м комплексом                  | 4:17.88           | 16                | Н/Д             | Н/Д             | Завершив виступ | Завершив виступ |
| Грегоріо Пальтріньєрі                                               | 1500 м вільним стилем             | 14:44.51          | 1 Q               | Н/Д             | Н/Д             | 14:34.57        | 1               |
| Лука Піцціні                                                        | 200 м брасом                      | 2:11.26           | 16 Q              | 2:11.53         | 14              | Завершив виступ | Завершив виступ |
| Маттео Ріволта                                                      | 100 м батерфляєм                  | 52.67             | 25                | Завершив виступ | Завершив виступ | Завершив виступ | Завершив виступ |
| Сімоне Руффіні                                                      | 10 км                             | Н/Д               | Н/Д               | Н/Д             | Н/Д             | 1:53:03.5       | 6               |
| Сімоне Саббіоні                                                     | 100 м на спині                    | 54.91             | 28                | Завершив виступ | Завершив виступ | Завершив виступ | Завершив виступ |
| Андреа Тоніато                                                      | 100 м брасом                      | 1:00.45           | 22                | Завершив виступ | Завершив виступ | Завершив виступ | Завершив виступ |
| Федеріко Турріні                                                    | 200 м комплексом                  | DNS               | DNS               | Завершив виступ | Завершив виступ | Завершив виступ | Завершив виступ |
| Федеріко Турріні                                                    | 400 м комплексом                  | 4:18.39           | 20                | Н/Д             | Н/Д             | Завершив виступ | Завершив виступ |
| Федеріко Ванеллі                                                    | 10 км                             | Н/Д               | Н/Д               | Н/Д             | Н/Д             | 1:53:03.9       | 7               |
| Лука Дотто Лука Леонарді Філіппо Маньїні Марко Орсі Мікеле Сантуччі | Естафета 4 × 100 м вільним стилем | 3:14.22           | 9                 | Н/Д             | Н/Д             | Завершив виступ | Завершив виступ |
| Марко Белотті Мітчелл Д'Арріго Габріеле Детті Alex Di Giorgio       | Естафета 4 × 200 м вільним стилем | 7:09.20           | 9                 | Н/Д             | Н/Д             | Завершив виступ | Завершив виступ |
| Лука Дотто Сімоне Саббіоні Маттео Ріволта Андреа Тоніато            | Естафета 4 × 100 м комплексом     | 3:34.85           | 11                | Н/Д             | Н/Д             | Завершив виступ | Завершив виступ |

Жінки
| Спортсменка                                                                                    | Дисципліна                        | Попередній заплив | Попередній заплив | Півфінал         | Півфінал         | Фінал            | Фінал            |
| Спортсменка                                                                                    | Дисципліна                        | Час               | Місце             | Час              | Місце            | Час              | Місце            |
| ---------------------------------------------------------------------------------------------- | --------------------------------- | ----------------- | ----------------- | ---------------- | ---------------- | ---------------- | ---------------- |
| Іларія Біанкі                                                                                  | 100 м батерфляєм                  | 58.48             | 20                | Завершила виступ | Завершила виступ | Завершила виступ | Завершила виступ |
| Ракеле Бруні                                                                                   | 10 км                             | Н/Д               | Н/Д               | Н/Д              | Н/Д              | 1:56:49.5        | 2                |
| Ділетта Карлі                                                                                  | 400 м вільним стилем              | 4:17.15           | 27                | Н/Д              | Н/Д              | Завершила виступ | Завершила виступ |
| Мартіна Карраро                                                                                | 100 м брасом                      | 1:07.56           | 20                | Завершила виступ | Завершила виступ | Завершила виступ | Завершила виступ |
| Аріанна Кастіньліоні                                                                           | 100 м брасом                      | 1:07.32           | 17                | Завершила виступ | Завершила виступ | Завершила виступ | Завершила виступ |
| Мартіна Де Мемме                                                                               | 800 м вільним стилем              | DNS               | DNS               | Н/Д              | Н/Д              | Завершила виступ | Завершила виступ |
| Сільвія ді Пьєтро                                                                              | 50 м вільним стилем               | 24.89             | 17                | Завершила виступ | Завершила виступ | Завершила виступ | Завершила виступ |
| Еріка Ферраіолі                                                                                | 50 м вільним стилем               | 25.40             | 34                | Завершила виступ | Завершила виступ | Завершила виступ | Завершила виступ |
| Еріка Ферраіолі                                                                                | 100 м вільним стилем              | 55.20             | 26                | Завершила виступ | Завершила виступ | Завершила виступ | Завершила виступ |
| Сара Франческі                                                                                 | 200 м комплексом                  | 2:15.61           | 28                | Завершила виступ | Завершила виступ | Завершила виступ | Завершила виступ |
| Сара Франческі                                                                                 | 400 м комплексом                  | 4:48.48           | 30                | Н/Д              | Н/Д              | Завершила виступ | Завершила виступ |
| Аліса Міццау                                                                                   | 200 м вільним стилем              | 1:59.16           | 24                | Завершила виступ | Завершила виступ | Завершила виступ | Завершила виступ |
| Аліса Міццау                                                                                   | 400 м вільним стилем              | 4:14.20           | 22                | Н/Д              | Н/Д              | Завершила виступ | Завершила виступ |
| Маргеріта Панцієра                                                                             | 200 м на спині                    | 2:10.92           | 17                | Завершила виступ | Завершила виступ | Завершила виступ | Завершила виступ |
| Федеріка Пеллегріні                                                                            | 100 м вільним стилем              | DNS               | DNS               | Завершила виступ | Завершила виступ | Завершила виступ | Завершила виступ |
| Федеріка Пеллегріні                                                                            | 200 м вільним стилем              | 1:56.37           | 5 Q               | 1:55.42          | 3 Q              | 1:55.18          | 4                |
| Стефанія Піроцці                                                                               | 200 м батерфляєм                  | 2:09.40           | 17                | Завершила виступ | Завершила виступ | Завершила виступ | Завершила виступ |
| Алессія Полієрі                                                                                | 200 м батерфляєм                  | 2:08.95           | 15 Q              | 2:09.35          | 14               | Завершила виступ | Завершила виступ |
| Luisa Trombetti                                                                                | 200 м комплексом                  | 2:14.66           | 22                | Завершила виступ | Завершила виступ | Завершила виступ | Завершила виступ |
| Luisa Trombetti                                                                                | 400 м комплексом                  | 4:45.52           | 26                | Н/Д              | Н/Д              | Завершила виступ | Завершила виступ |
| Сільвія ді Пьєтро Еріка Ферраіолі Лаура Летрарі Аліса Міццау Федеріка Пеллегріні Аглая Пеццато | Естафета 4 × 100 м вільним стилем | 3:35.90           | 4 Q               | Н/Д              | Н/Д              | 3:36.78          | 6                |
| Ділетта Карлі Мартіна Де Мемме К'яра Мазіні-Луккетті Аліса Міццау Федеріка Пеллегріні          | Естафета 4 × 200 м вільним стилем | 7:57.74           | 13                | Н/Д              | Н/Д              | Завершила виступ | Завершила виступ |
| Іларія Біанкі Аріанна Кастіньліоні Федеріка Пеллегріні Carlotta Zofkova                        | Естафета 4 × 100 м комплексом     | 3:59.09           | 7 Q               | Н/Д              | Н/Д              | 3:59.50          | 8                |

## Синхронне плавання
| Спортсменка | Дисципліна | Обов'язкова програма | Обов'язкова програма | Довільна програма (попередня) | Довільна програма (попередня)    | Довільна програма (попередня) | Довільна програма (фінал) | Довільна програма (фінал)        | Довільна програма (фінал) |
| Спортсменка | Дисципліна | Очки                 | Місце                | Очки                          | Загалом (обов'язкова + довільна) | Місце                         | Очки                      | Загалом (обов'язкова + довільна) | Місце                     |
| --- | ---------- | -------------------- | -------------------- | ----------------------------- | -------------------------------- | ----------------------------- | ------------------------- | -------------------------------- | ------------------------- |
| Лінда Черруті Констанца Ферро | Дуети      | 90.4412              | 6                    | 91.1333                       | 181.5745                         | 6 Q                           | 92.3667                   | 182.8079                         | 6                         |
| Еліса Боццо Беатріче Каллегарі Камілла Каттенео Лінда Черруті Франческа Деідда Констанца Ферро Маніла Фламіні Маріанжела Перрупато Сара Сгарці | Команда    | 91.1142              | 5                    | Н/Д                           | Н/Д                              | Н/Д                           | 92.2667                   | 183.3809                         | 5                         |

## Теніс
Чоловіки
| Спортсмен                  | Дисципліна       | 1/32 фіналу                                | 1/16 фіналу                          | 1/8 фіналу                          | Чвертьфінали                       | Півфінали          | Фінал / БМ         | Фінал / БМ      |
| Спортсмен                  | Дисципліна       | Суперник Результат                         | Суперник Результат                   | Суперник Результат                  | Суперник Результат                 | Суперник Результат | Суперник Результат | Місце           |
| -------------------------- | ---------------- | ------------------------------------------ | ------------------------------------ | ----------------------------------- | ---------------------------------- | ------------------ | ------------------ | --------------- |
| Thomas Fabbiano            | одиночний розряд | Dutra Silva (BRA) L 6–7(4–7), 1–6          | Завершив виступ                      | Завершив виступ                     | Завершив виступ                    | Завершив виступ    | Завершив виступ    | Завершив виступ |
| Фабіо Фоніні               | одиночний розряд | Estrella Burgos (DOM) W 2–6, 7–6(7–4), 6–0 | Paire (FRA) W 6–4, 4–6, 7–6(7–5)     | Маррей (GBR) L 1–6, 6–2, 3–6        | Завершив виступ                    | Завершив виступ    | Завершив виступ    | Завершив виступ |
| Paolo Lorenzi              | одиночний розряд | Lu Y-h (TPE) W 3–6, 6–3, 6–4               | Bautista Agut (ESP) L 6–7(2–7), 2–6  | Завершив виступ                     | Завершив виступ                    | Завершив виступ    | Завершив виступ    | Завершив виступ |
| Andreas Seppi              | одиночний розряд | Марченко (UKR) W 6–3, 3–6, 7–6(8–6)        | Надаль (ESP) L 3–6, 3–6              | Завершив виступ                     | Завершив виступ                    | Завершив виступ    | Завершив виступ    | Завершив виступ |
| Фабіо Фоніні Andreas Seppi | парний розряд    | Н/Д                                        | Марченко / Молчанов (UKR) W 6–4, 6–3 | Bellucci / Sá (BRA) W 5–7, 7–5, 6–3 | Нестор / Поспішил (CAN) L 3–6, 1–6 | Завершив виступ    | Завершив виступ    | Завершив виступ |

Жінки
| Спортсменка               | Дисципліна       | 1/32 фіналу                    | 1/16 фіналу                        | 1/8 фіналу                        | Чвертьфінали                              | Півфінали           | Фінал / БМ          | Фінал / БМ       |
| Спортсменка               | Дисципліна       | Суперниця Результат            | Суперниця Результат                | Суперниця Результат               | Суперниця Результат                       | Суперниця Результат | Суперниця Результат | Місце            |
| ------------------------- | ---------------- | ------------------------------ | ---------------------------------- | --------------------------------- | ----------------------------------------- | ------------------- | ------------------- | ---------------- |
| Сара Еррані               | одиночний розряд | Бертенс (NED) W 4–6, 6–4, 6–3  | Стрицова (CZE) W 6–2, 6-2          | Касаткіна (RUS) L 5–7, 2-6        | Завершила виступ                          | Завершила виступ    | Завершила виступ    | Завершила виступ |
| Карін Кнапп               | одиночний розряд | Шафарова (CZE) L 6–4, 1–6, 1–6 | Завершила виступ                   | Завершила виступ                  | Завершила виступ                          | Завершила виступ    | Завершила виступ    | Завершила виступ |
| Роберта Вінчі             | одиночний розряд | Schmiedlová (SVK) L 5–7, 4–6   | Завершила виступ                   | Завершила виступ                  | Завершила виступ                          | Завершила виступ    | Завершила виступ    | Завершила виступ |
| Сара Еррані Роберта Вінчі | парний розряд    | Н/Д                            | Кербер / Петкович (GER) W 6–2, 6–2 | Xu Yf / Zheng Ss (CHN) W 6–2, 6–3 | Шафарова / Стрицова (CZE) L 6–4, 4–6, 4–6 | Завершила виступ    | Завершила виступ    | Завершила виступ |

Змішаний
| Спортсмен                  | Дисципліна    | 1/8 фіналу                                  | Чвертьфінали                      | Півфінали          | Фінал / БМ         | Фінал / БМ      |
| Спортсмен                  | Дисципліна    | Суперник Результат                          | Суперник Результат                | Суперник Результат | Суперник Результат | Місце           |
| -------------------------- | ------------- | ------------------------------------------- | --------------------------------- | ------------------ | ------------------ | --------------- |
| Роберта Вінчі Фабіо Фоніні | парний розряд | Младенович / Ербер (FRA) W 6–4, 3–6, [10–8] | V Williams / Рам (USA) L 3–6, 5–7 | Завершив виступ    | Завершив виступ    | Завершив виступ |

## Тріатлон
| Спортсмен           | Дисципліна | Плавання, 1,5 км | Перехід 1 | Велосипед, 40 км | Перехід 2 | Біг, 10 км | Загалом Time | Місце |
| ------------------- | ---------- | ---------------- | --------- | ---------------- | --------- | ---------- | ------------ | ----- |
| Алессандро Фабіан   | чоловіки   | 17:22            | 0:49      | 55:07            | 0:40      | 33:37      | 1:47:35      | 14    |
| Давіде Уччелларі    | чоловіки   | 17:32            | 0:51      | 56:57            | 0:37      | 35:09      | 1:51:06      | 34    |
| Шарлотте Бонін      | жінки      | 19:07            | 0:55      | 1:01:29          | 0:43      | 38:34      | 2:00:48      | 17    |
| Анна Марія Маццетті | жінки      | 19:42            | 0:52      | 1:04:08          | 0:37      | 36:34      | 2:01:53      | 29    |

## Волейбол

### Пляжний
| Спортсмен                       | Дисципліна | Груповий етап | Місце | 1/8 фіналу                                         | Чвертьфінали                                       | Півфінали                                                  | Фінал / БМ                                   | Фінал / БМ      |
| Спортсмен                       | Дисципліна | Суперник Результат | Місце | Суперник Результат                                 | Суперник Результат                                 | Суперник Результат                                         | Суперник Результат                           | Місце           |
| ------------------------------- | ---------- | --- | ----- | -------------------------------------------------- | -------------------------------------------------- | ---------------------------------------------------------- | -------------------------------------------- | --------------- |
| Адріан Карамбула Алекс Ранг'єрі | Чоловіки   | Pool A Допплер – Горст (AUT) W 2 – 0 (21–14, 21–13) Бінсток – Шехтер (CAN) W 2 – 1 (21–18, 14–21, 15–11) Серутті – Шмідт (BRA) L 0 – 2 (19–21, 16–21)                                                                              | 1 Q   | Лупо – Ніколаї (ITA) L 0 – 2 (12–21, 21–23)        | Завершив виступ                                    | Завершив виступ                                            | Завершив виступ                              | Завершив виступ |
| Даніеле Лупо Паоло Ніколаї      | Чоловіки   | Група C Онтіверос – Вірхен (MEX) L 1 – 2 (21–14, 14–21, 11–15) Naceur – Salah (TUN) W 2 – 0 (21–17, 21–13) Далгауссер – Лусена (USA) L 1 – 2 (13–21, 21–17, 22–24) Lucky Losers Кантор – Лосяк (POL) W 2 – 1 (21–12, 15–21, 15–13) | 3 q   | Карамбула – Ранг'єрі (ITA) W 2 – 0 (21–12, 23–21)  | Барсук – Лямін (RUS) W 2 – 1 (21–18, 20–22, 15–11) | Красильников – Семенов (RUS) W 2 – 1 (15–21, 21–16, 15–13) | Серутті – Бруно Шмідт (BRA) L (19–21, 17–21) | 2               |
| Лаура Джомбіні Марта Менегатті  | жінки      | Pool D Бродер – Вальяс (CAN) L 1 – 2 (21–15, 18–21, 9–15) El-Ghobashy – Meawad (EGY) W 2 – 0 (21–10, 21–13) Людвіг – Валкенгорст (GER) L (18–21, 21–18, 9–15)                                                                      | 3 Q   | Росс – Walsh Jennings (USA) L 0 – 2 (10–21, 16–21) | Завершив виступ                                    | Завершив виступ                                            | Завершив виступ                              | Завершив виступ |

### У приміщенні

#### Чоловічий турнір
Склад команди
Шаблон:Склад чоловічої збірної Італії з волейболу на літніх Олімпійських іграх 2016
Груповий етап
Шаблон:Підсумкова таблиця в групі A чоловічого турніру з волейболу на літніх Олімпійських іграх 2016
Шаблон:Чоловічий турнір з волейболу на літніх Олімпійських іграх 2016, гра A1
Шаблон:Чоловічий турнір з волейболу на літніх Олімпійських іграх 2016, гра A5
Шаблон:Чоловічий турнір з волейболу на літніх Олімпійських іграх 2016, гра A8
Шаблон:Чоловічий турнір з волейболу на літніх Олімпійських іграх 2016, гра A12
Шаблон:Чоловічий турнір з волейболу на літніх Олімпійських іграх 2016, гра A14
Чвертьфінал
Шаблон:Чоловічий турнір з волейболу на літніх Олімпійських іграх 2016, гра C1
Півфінал
Шаблон:Чоловічий турнір з волейболу на літніх Олімпійських іграх 2016, гра D1
Гонка за золоту медаль
Шаблон:Чоловічий турнір з волейболу на літніх Олімпійських іграх 2016, гра E2

#### Жіночий турнір
Склад команди
Шаблон:Склад жіночої збірної Італії з волейболу на літніх Олімпійських іграх 2016
Груповий етап
Шаблон:Підсумкова таблиця в групі B жіночого турніру з волейболу на літніх Олімпійських іграх 2016
Шаблон:Жіночий турнір з волейболу на літніх Олімпійських іграх 2016, гра B3
Шаблон:Жіночий турнір з волейболу на літніх Олімпійських іграх 2016, гра B4
Шаблон:Жіночий турнір з волейболу на літніх Олімпійських іграх 2016, гра B8
Шаблон:Жіночий турнір з волейболу на літніх Олімпійських іграх 2016, гра B11
Шаблон:Жіночий турнір з волейболу на літніх Олімпійських іграх 2016, гра B14

## Водне поло
Підсумок
Легенда:
- FT – Після основного часу.
- P – Долю матчу вирішила серія післяматчевих пенальті.

| Команда       | Дисципліна       | Груповий етап      | Груповий етап      | Груповий етап      | Груповий етап      | Груповий етап      | Груповий етап | Чвертьфінал        | Півфінал           | Фінал / БМ         | Фінал / БМ |
| Команда       | Дисципліна       | Суперник Результат | Суперник Результат | Суперник Результат | Суперник Результат | Суперник Результат | Місце         | Суперник Результат | Суперник Результат | Суперник Результат | Місце      |
| ------------- | ---------------- | ------------------ | ------------------ | ------------------ | ------------------ | ------------------ | ------------- | ------------------ | ------------------ | ------------------ | ---------- |
| Italy men's   | чоловічий турнір | Іспанія W 9–8      | Франція W 11–8     | Чорногорія W 6–5   | Хорватія L 7–10    | США L 7–10         | 3             | Греція W 9–5       | Сербія L 8–10      | Чорногорія W 12–10 | 3          |
| Italy women's | жіночий турнір   | Бразилія W 9–3     | Австралія W 8–7    | Росія W 10–5       | Н/Д                | Н/Д                | 1             | КНР W 12–7         | Росія W 12–9       | США L 5–12         | 2          |

### Чоловічий турнір
Склад команди
Шаблон:Склад чоловічої збірної Італії з водного поло на літніх Олімпійських іграх 2016
Груповий етап
Шаблон:Підсумкова таблиця в групі B чоловічого турніру з водного поло на літніх Олімпійських іграх 2016
Шаблон:Чоловічий турнір з водного поло на літніх Олімпійських іграх 2016, гра B3
Шаблон:Чоловічий турнір з водного поло на літніх Олімпійських іграх 2016, гра B5
Шаблон:Чоловічий турнір з водного поло на літніх Олімпійських іграх 2016, гра B7
Шаблон:Чоловічий турнір з водного поло на літніх Олімпійських іграх 2016, гра B10
Шаблон:Чоловічий турнір з водного поло на літніх Олімпійських іграх 2016, гра B15
Чвертьфінал
Шаблон:Чоловічий турнір з водного поло на літніх Олімпійських іграх 2016, гра C2
Півфінал
Шаблон:Чоловічий турнір з водного поло на літніх Олімпійських іграх 2016, гра F2
Матч за бронзову медаль
Шаблон:Чоловічий турнір з водного поло на літніх Олімпійських іграх 2016, гра G1

### Жіночий турнір
Склад команди
Шаблон:Склад жіночої збірної Італії з водного поло на літніх Олімпійських іграх 2016
Груповий етап
Шаблон:Підсумкова таблиця в групі A жіночого турніру з водного поло на літніх Олімпійських іграх 2016
Шаблон:Жіночий турнір з водного поло на літніх Олімпійських іграх 2016, гра A2
Шаблон:Жіночий турнір з водного поло на літніх Олімпійських іграх 2016, гра A3
Шаблон:Жіночий турнір з водного поло на літніх Олімпійських іграх 2016, гра A5
Чвертьфінал
Шаблон:Жіночий турнір з водного поло на літніх Олімпійських іграх 2016, гра C4
Півфінал
Шаблон:Жіночий турнір з водного поло на літніх Олімпійських іграх 2016, гра F2
Гонка за золоту медаль
Шаблон:Жіночий турнір з водного поло на літніх Олімпійських іграх 2016, гра G2

## Важка атлетика
| Спортсмен           | Категорія           | Ривок     | Ривок | Поштовх   | Поштовх | Загалом | Місце |
| Спортсмен           | Категорія           | Результат | Місце | Результат | Місце   | Загалом | Місце |
| ------------------- | ------------------- | --------- | ----- | --------- | ------- | ------- | ----- |
| Мірко Скарантіно    | до 56 кг (чоловіки) | 115       | 10    | 149       | 5       | 264     | 7     |
| Джорджія Бордіньйон | до 63 кг (жінки)    | 98        | 8     | 119       | 6       | 217     | 6     |

## Боротьба
Легенда:
- VT – Перемога на туше.
- PP – Перемога за очками – з технічними очками в того, хто програв.
- PO – Перемога за очками – без технічних очок в того, хто програв.
- ST – Перемога за явної переваги – різниця в очках становить принаймні 8 (греко-римська боротьба) або 10 (вільна боротьба) очок, без технічних очок у того, хто програв.

Чоловіки
| Спортсмен    | Категорія | Кваліфікація       | 1/8 фіналу             | Чвертьфінал               | Півфінал               | Втішний поєдинок 1 | Втішний поєдинок 2 | Фінал / БМ              | Фінал / БМ |
| Спортсмен    | Категорія | Суперник Результат | Суперник Результат     | Суперник Результат        | Суперник Результат     | Суперник Результат | Суперник Результат | Суперник Результат      | Місце      |
| ------------ | --------- | ------------------ | ---------------------- | ------------------------- | ---------------------- | ------------------ | ------------------ | ----------------------- | ---------- |
| Франк Чамісо | до 65 кг  | Bye                | Сафарян (ARM) W 3–1 PP | Якобішвілі (GEO) W 3–1 PP | Asgarov (AZE) L 1–3 PP | Bye                | Bye                | Молінаро (USA) W 3–1 PP | 3          |

Греко-римська боротьба
| Спортсмен         | Категорія | Кваліфікація       | 1/8 фіналу               | Чвертьфінал        | Півфінал           | Втішний поєдинок 1 | Втішний поєдинок 2              | Фінал / БМ         | Фінал / БМ |
| Спортсмен         | Категорія | Суперник Результат | Суперник Результат       | Суперник Результат | Суперник Результат | Суперник Результат | Суперник Результат              | Суперник Результат | Місце      |
| ----------------- | --------- | ------------------ | ------------------------ | ------------------ | ------------------ | ------------------ | ------------------------------- | ------------------ | ---------- |
| Дайгоро Тімончіні | до 98 кг  | Bye                | Алексанян (ARM) L 1–3 PP | Завершив виступ    | Завершив виступ    | Bye                | Алексус-Чіураріу (ROU) L 0–3 PO | Завершив виступ    | 12         |